# Calymmaria californica
Calymmaria californica is een spinnensoort uit de familie van de waterspinnen (Cybaeidae).
De wetenschappelijke naam van de soort werd in 1896 als Tegenaria californica gepubliceerd door Nathan Banks.